# 华沙起义 (1794年)
1794年的华沙起义（或被称为“华沙暴动”）是发生在波兰柯斯丘什科起义早期的事件。此前不久塔德乌什·柯斯丘什科的军队在拉茨瓦维采作戰中取得胜利。這次起义由城市平民在1794年4月17日发动，希望摆脱俄罗斯对波兰首都的控制，波兰军队加入支援。最终波兰取得胜利。
虽然俄罗斯军队的人数較多，装备也較精良，不过波兰常备军和民兵都配备了从华沙兵工厂运来的来福枪和马刀，痛击了对此诧异不已的俄军。俄军发现他们身处枪林弹雨之下，每一栋大楼都有对准他们的枪口，来自四面八方的子弹都冲着他们而来。很多士兵在战争初期试图强行突围，但伤亡惨重。
柯斯丘什科的使节托马什·马鲁舍夫斯基，伊格纳奇·加温斯基和其他人于1793年春就已经在为起义作准备了。他们成功赢得群众的支持：一个由熟练鞋匠暨华沙著名居民扬·基灵斯基领导的国家级民兵组织拥有了几千名志愿者。除了民兵，华沙起义中最著名的军队是由被强征入俄罗斯军队的波兰人构成的。本次起义的见证人是在法国出生的波兰画家扬·皮奥特尔·诺布林，他画了一系列反映战争的素描和油画。
在几小时内，战斗就从华沙旧城西郊的一条小街蔓延到了整个城市。部分俄罗斯驻军在普鲁士骑兵的保护下撤到波万茨基，但是大多数依然被困在城里。被孤立在此的俄罗斯势力在几处负隅顽抗了两天多。

## 历史

### 开端
在1793年第二次瓜分波兰后，普鲁士和沙皇俄国的驻军源源不绝地出现在波兰。虽然外国势力通过俄罗斯使节尼古拉·列普宁大力控制波兰王室的情况已有多年，但是一直要到瓜分波兰开始，外国势力的影响才从波兰政府和贵族那里，蔓延到全体人民。外国占领军的降临令早已积弱不振的国家经济崩溃，让华沙人民日益激进地反抗外国势力。

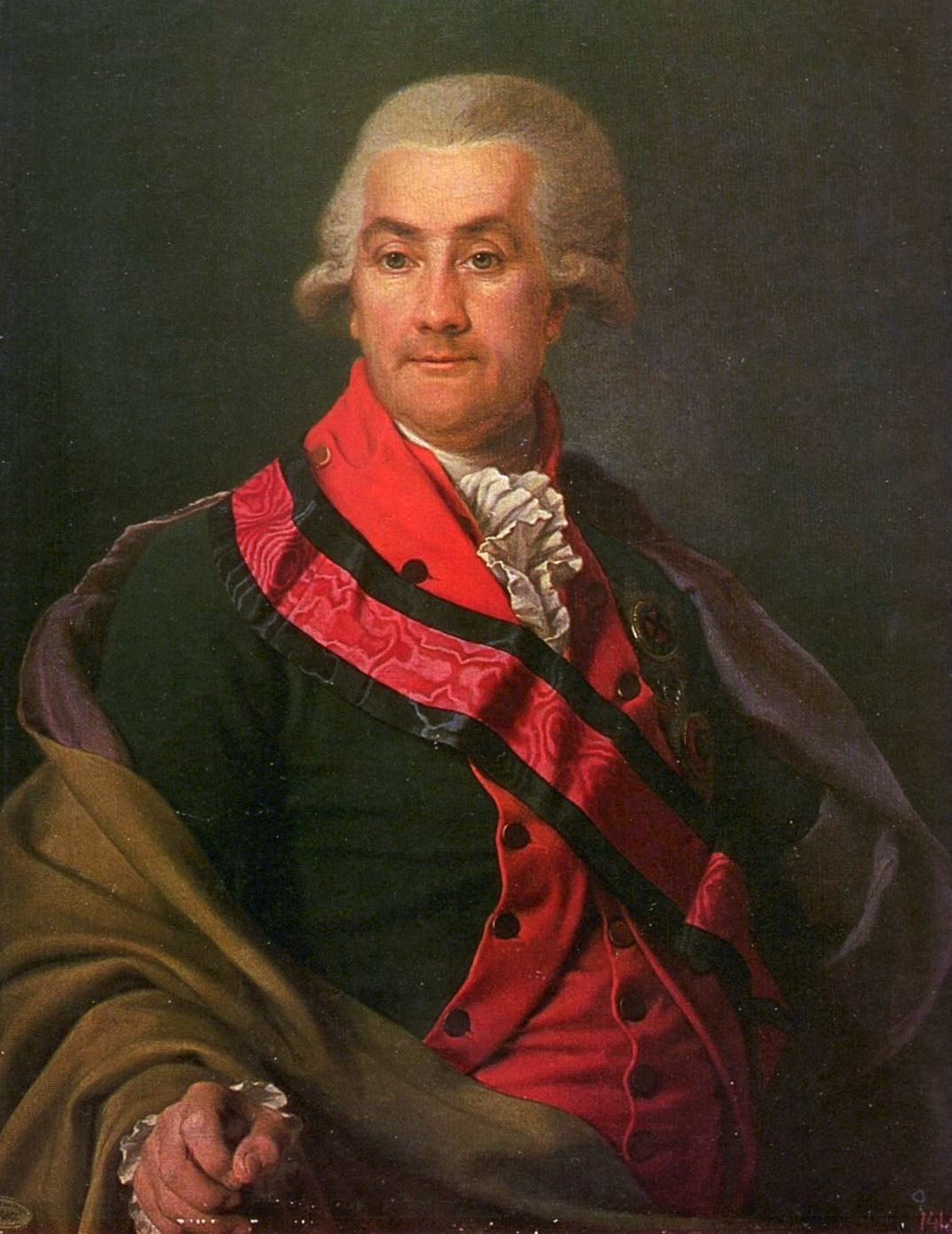
奥托·海因里希·伊格尔斯特伦将军

在收到波兰民族英雄塔德乌什·柯斯丘什科于克拉科夫所发表的起义宣言（3月24日），和他后来在拉茨瓦维茨赢得胜利（4月4日）的消息后，华沙的局势变得紧张，战事一触即发。波兰国王斯坦尼斯瓦夫·奥古斯特·波尼亚托夫斯基反对柯斯丘什科起义，并连同常设评议会在4月2日发布一则声明，谴责这次起义。国王派指挥官彼得·奥扎罗夫斯基和常设评议会元帅约瑟夫·安克维奇来到俄罗斯使节暨波兰占领军总司令奥托·海因里希·伊格尔斯特伦那里，提议让俄罗斯军队和忠于国王的波兰军队撤到新德乌尔-马佐维耶茨基军营。在那里国王和他的宫廷随员，以及亲俄罗斯派成员与塔戈维查联盟的领导人皆可安全地等待局势的缓和。

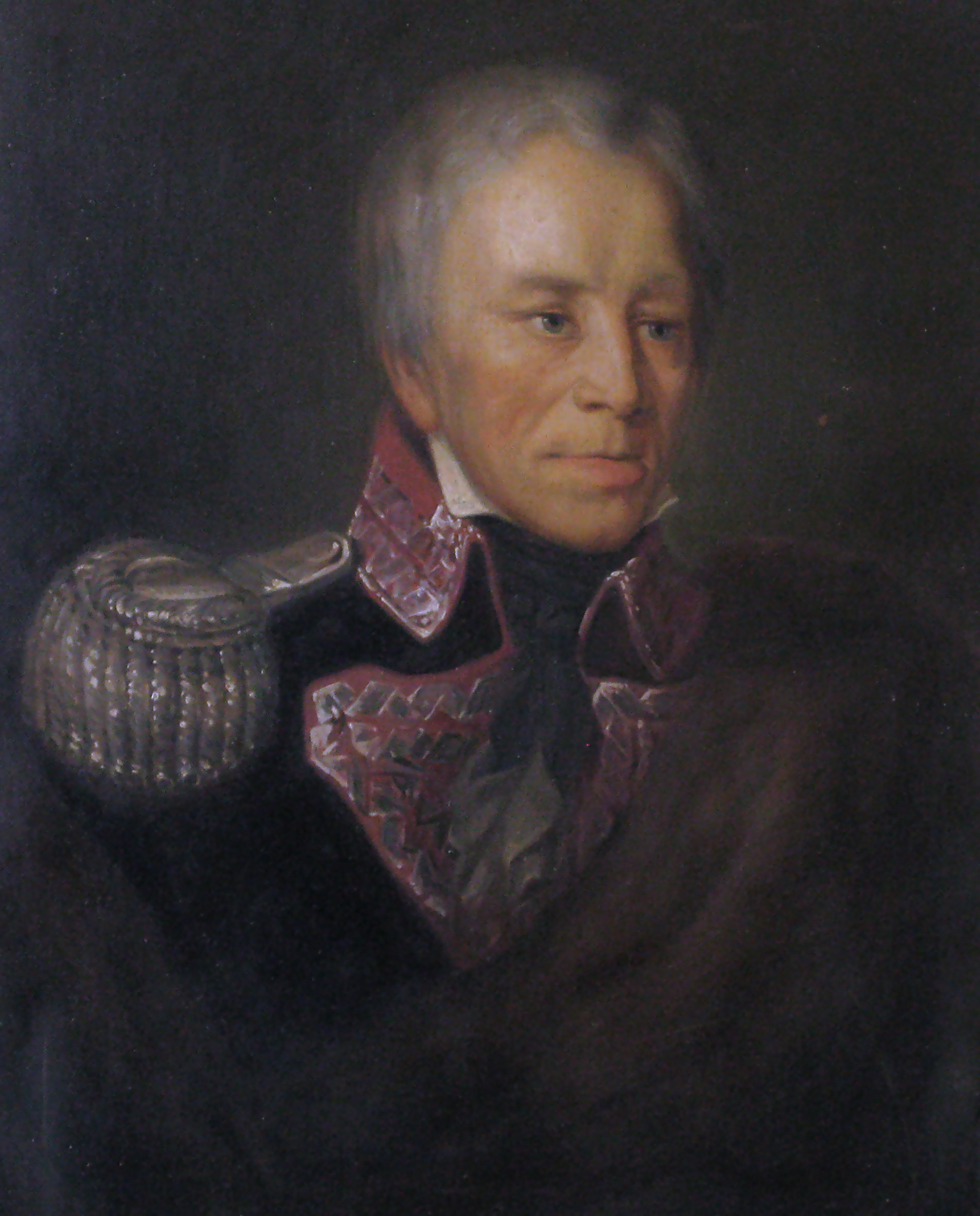
斯坦尼斯瓦夫·莫克罗诺夫斯基将军

但是伊格尔斯特伦拒绝该提议，他不认为俄军有必要撤出华沙。伊格尔斯特伦派出一支部队给亚历山大·赫鲁晓夫（Александр Хрущёв）来截击柯斯丘什科，以阻止他靠近华沙。伊格尔斯特伦也加强对涉嫌支持起义的人的监视，所有经过华沙的邮件皆得经过审查。最后，伊格尔斯特伦宣布逮捕怀疑与起义有任何关系者。这些人包括伊格纳齐·齐亚文斯基将军、国王内侍扬·瓦伦蒂·文盖尔斯基以及斯坦尼斯瓦夫·波托茨基，和一些更著名的政治领袖。与此同时，俄罗斯军队开始准备通过查封位于苗多瓦街的华沙兵工厂，来解除斯坦尼斯瓦夫·莫克罗诺夫斯基将军手下华沙波兰驻军的武装。但是，将这些命令通知给波兰人，只不过是令其事与愿违而已。
俄罗斯军队计划控制，并派人把守市内最重要的建筑，等待俄罗斯本土增援到达。约翰·雅各布·皮斯托将军建议包围「不安全」的波军军营，并让其解除武装，派兵占领华沙兵工厂，以免让革命军取得武器弹药。与此同时以亲俄著称的主教约瑟夫·科萨科夫斯基建议在4月19日耶稣受难日趁所有嫌犯参加弥撒时，派部队包围教堂，来逮捕嫌犯。

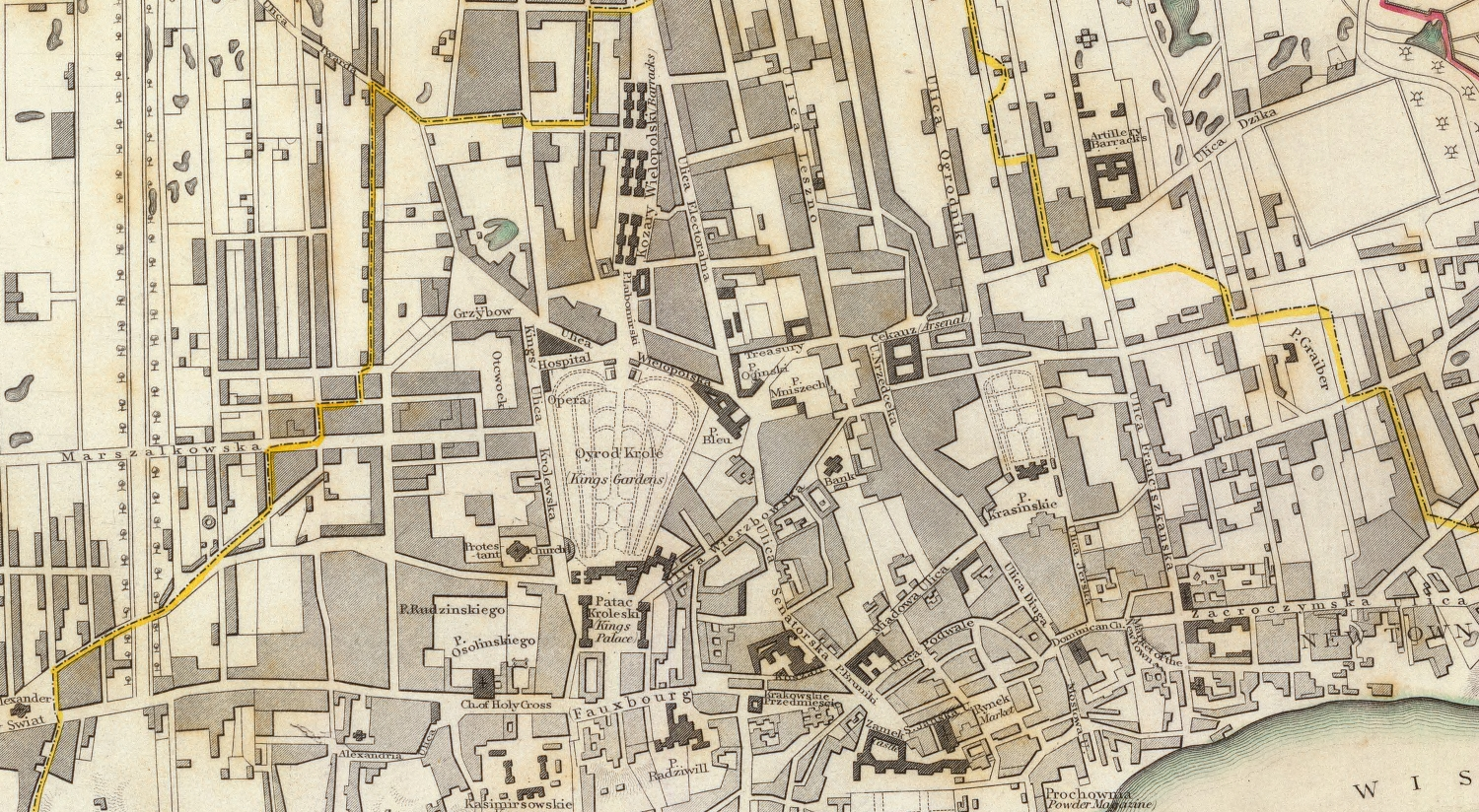
在1831年地图上的华沙市中心

由于领导人被捕，波兰方面的起义军力量被削弱，不论是激进的波兰雅各宾派，还是温和的国王斯坦尼斯瓦夫·奥古斯特·波尼亚托夫斯基支持者，他们都开始全力计划进攻俄罗斯军队，将他们驱逐出在理论上，依然是独立国家首都的华沙。柯斯丘什科在华沙已经拥有了支持者，如被他送往华沙，身负筹备起义之特殊使命的使者托马什·马鲁舍夫斯基。马鲁舍夫斯基建立了革命协会（Związek Rewolucyjny），以联合先前彼此独立的反俄阵营。协会会员包括驻扎在华沙的波兰军队中的各位高级将领。其中包括米哈乌·霍门托夫斯基、克里斯蒂安·戈德弗里德·戴贝尔·德·哈梅拉乌将军、约瑟夫·古尔斯基（Józef Górski）、斯坦尼斯瓦夫·科斯莫夫斯基上校、弗里德里克·梅尔福尔特、迪奥尼齐·波尼亚托夫斯基、格热戈日·罗普中尉和约瑟夫·赛德利茨。起义中最具影响力的人是华沙驻军指挥官扬·奥古斯特·齐霍茨基将军。齐霍茨基与斯捷潘·斯捷潘诺维奇·阿普拉克辛将军一起，策划对抗革命者的防御计划，不过他亦设法说服俄罗斯人离开由波兰军队把手的兵工厂、皇家城堡以及弹药库。齐霍茨基也设法破坏俄罗斯人针对波兰军队的减员计划，这也为波兰增添胜算。同时，华沙著名市民暨制鞋师傅扬·基灵斯基也开始凝聚来自其他市民的支援力量。然而，国王的态度依然消极，他对随后发生的事情既不支持，也不反对。

### 交战双方
事实上由于很大一部分波兰军队是非正规民兵，所以波军确切人数很难估计。不过，俄方驻军保留了几份军饷清单，这为确定伊格尔斯特伦当时手头到底有多少兵力提供了颇为准确的数字。波兰军队大约有3000名武装士兵及150匹战马，他们中大部分属于第十步兵团和第四前锋团。另外，普拉加自治区东部有680名士兵和337匹战马属于皇家枪骑兵中队。虽然皇家枪骑兵渡过维斯瓦河，参与起义，但因他们不能让马渡河，故也只能充当普通步兵。
根据在起义后在俄大使馆所找到、并不久刊于《华沙公报》的军饷清单显示，当时俄罗斯驻军共有7948名士兵，1041匹战马，及34门炮。除此之外，伊格尔斯特伦向弗里德里希·冯·韦尔基将军所统率、驻扎在城西波万兹基和马雷蒙特之间田地里的普鲁士部队求援。后者大约有1500名士兵和4门炮。

### 开战
在俄军周六包围教堂的计划被波兰人发现后，他们决定马上发动起义。在圣星期三波兰驻军秘密地得到了射击和炮轰的命令，并且在夜里派至城里各处。俄罗斯人意识到波兰人在为起义作准备，故他们也配发了额外的弹药。三点半大约20名波兰龙骑兵离开米鲁夫兵营，向萨克森花园进发。这队龙骑兵遇到配备两门炮、把守铁门广场的俄驻军，龙骑兵向俄罗斯的防御阵地冲锋并俘获那两门炮。不久后剩余的皇家骑卫徒步离开军营，兵分两路向位于沃拉的外城门和华沙兵工厂进发。处在华沙兵工厂的俄罗斯军队也正准备进攻。由扬·耶日·吉西勒上校领导，夜渡维斯瓦河的一小撮国家骑兵部队亦与向华沙兵工厂进发的皇家骑卫会合。

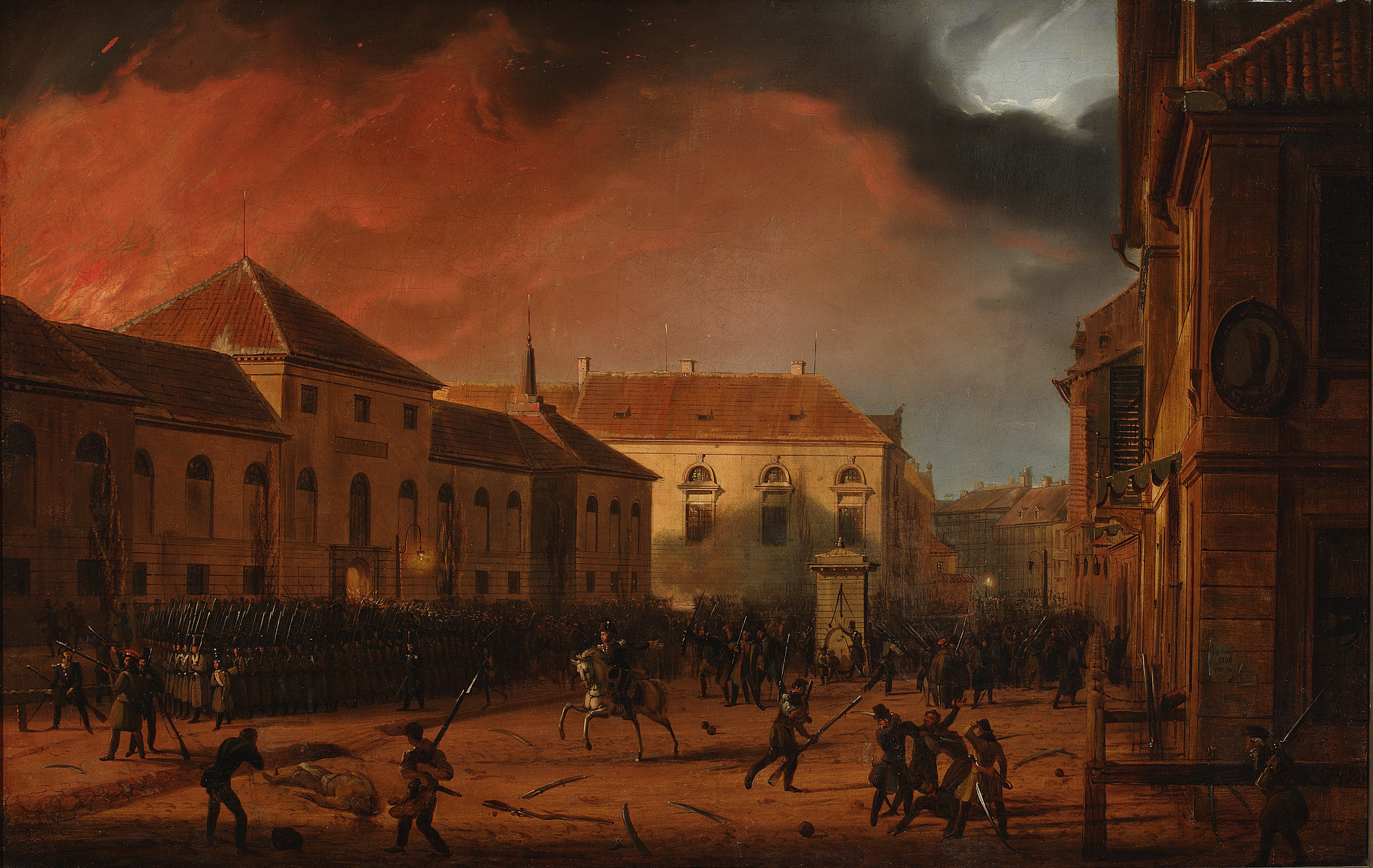
华沙兵工厂在左方，是起义中的主战场，也是35年后十一月起义（图）的主战场。

在5点钟时，俄罗斯方开始真正施行预先策划的，对进攻兵工厂的计划，但被意料外的波兰军队击退。在第一轮交火后，兵工厂的全体人员开始向平民志愿者分发武器弹药，这些志愿者很快就加入战斗。进犯兵工厂的武力得到了肃清，但是波军计划抓获流窜在街上的俄罗斯士兵，而不是仅仅抓获被攻下军营与建筑物里的那些而已。其中一支怀着这样目的、装备着一门大炮的部队从华沙旧城区一直突入到克拉辛斯基广场，而另外两支部队向德武加街进军。他们将起义扩散到城市的每个角落。直到六点半，正规军和民兵在纳莱夫基街、伯尼夫拉泰日卡街、科沃波特街和莱什诺街与俄前哨部队发生冲突。由于双方并非所有参战部队都在先前告知该阵营的计划，因此起初的交锋造成了大混乱。这些军队之一为突破城堡广场的皇家步卫，它们本当在城堡广场那里等待下一步命令的。皇家步卫这个小部队本来发誓等国王一出现在城堡广场时就将他保护起来，不料，该队一听到附近传来的战斗声时，就丢下了国王，参与在米奥多瓦街的战斗；在俄军在兵工厂大门前遭遇最初的败绩后，朝苗多瓦街撤退，并集结于伊格尔斯特伦的宅邸前。他们在那里遭到驻扎在克拉辛斯基宫花园前一小撮波兰军队的炮轰，但他们还是设法击退了波兰军队，并成功地得到了整编。但是俄罗斯军队的混乱并未由此消除，因为伊格尔斯特伦司令部进入剩下城区的道路被切断；伊格尔斯特伦无法向驻扎在市中心外的俄罗斯军队求援，且俄方层层下达的指挥系统已近乎瘫痪。在七点，部分混乱状况已得到消除，在苗多瓦街的大战逐渐平息为在兵工厂和伊伊格尔斯特伦的司令部附近的正常战斗。俄罗斯进攻军团兵分三路进军兵工厂：从特沃马茨基埃街、沿着苗多瓦街或从弗兰西什卡尼斯卡街进发，俄罗斯进攻军团的每一路部队都有大约一支强营。但是俄罗斯的每次进攻都伴随着双方的重大损失被击退，波军开始从米奥多瓦、塞纳托日卡、莱什诺和波德瓦莱街反击俄军，但是同样，大多数也被击退了。

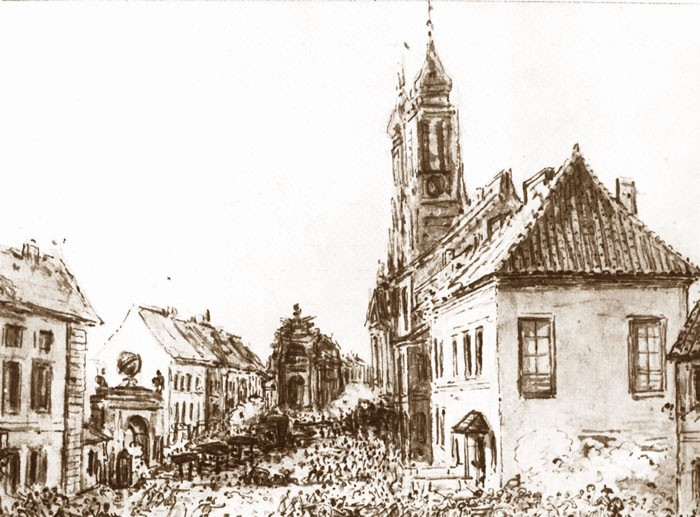
“克拉科夫城郊”的战斗，由扬·彼得·诺布林（1740年-1830年）素描。

发生在莱什诺街的战斗的目标是俄军驻扎在卡梅尔派教堂前的营地。在几个小时的白刃战后，俄罗斯军队撤到教堂内部，在那里战斗依然继续。最后俄罗斯士兵投降，只有一小部分分遣队队员和大多数官员继续在教堂里战斗，他们中的大部分人战死。同样，驻扎在伯尼夫拉泰日卡街，由季托夫少校领导的俄军营在七点遭到波军攻击。在四小时的战斗后，俄军被迫撤到城市的西郊。同时，在六点，由菲利普·豪曼上校领导的波兰第十步兵团离开了位于乌亚兹杜夫的兵营，向南进军到市中心，目标是皇家城堡。因为俄军的混乱状况，它未受驻扎在新希阿维特街和希维托克日斯卡街的俄军的攻击，抵达这两条街，而俄罗斯指挥官也不知如何是好。它途中遭到驻扎于“克拉科夫城郊区”的俄军的阻拦，这是一支由瓦西里·米瓦谢维奇（Wasilij Miłaszewicz）将军领导的，由少于600名士兵和5门大炮构成的军队。从战略上讲，俄军在街的两边、卡齐米日宫（现在的华沙大学）和圣十字教堂被搞得一头雾水。豪曼将军与俄罗斯指挥官开始进行漫长的谈判，叫指挥官让波兰军队放行。但是谈判中断，八点波军开始进攻俄军。在小冲突过后，波军被部分驱散，被迫撤退。由斯坦尼斯瓦夫·利普尼茨基（Stanisław Lipnicki）少校领导的一部分士兵撤到多明我会教堂，继续战斗。由西普涅夫斯基（Sypniewski）领导的其他一些士兵突围到布拉尼茨基宫，但其他人仍然在寻找通往老城的路，试图从翼侧包围俄军。因此，由米瓦谢维奇将军领导的俄军步兵，以及由费奥多尔·加加林（Fiodor Gagarin）亲王领导的一小支骑兵虽然取得了胜利，但依然要在枪林弹雨与包围圈中寻找方向。另外，由扬·基灵斯基领导的，一小部分战斗力依然强的民兵 出现在俄军后方，到达这个地方的所有波军从四面八方向俄军进攻，这次战斗以俄军的几乎全数阵亡而告终。米瓦谢维奇将军自己在准备与他的残兵败将撤到卡齐米日宫时受了伤，这时加加林亲王带着一些骑兵撤向萨克森花园，在那里他们中了平民的埋伏，加加林亲王军队中的所有人都被杀死了。第十步兵团随后向城堡广场进发，在那里他们和比旧城少一些的俄军交战。

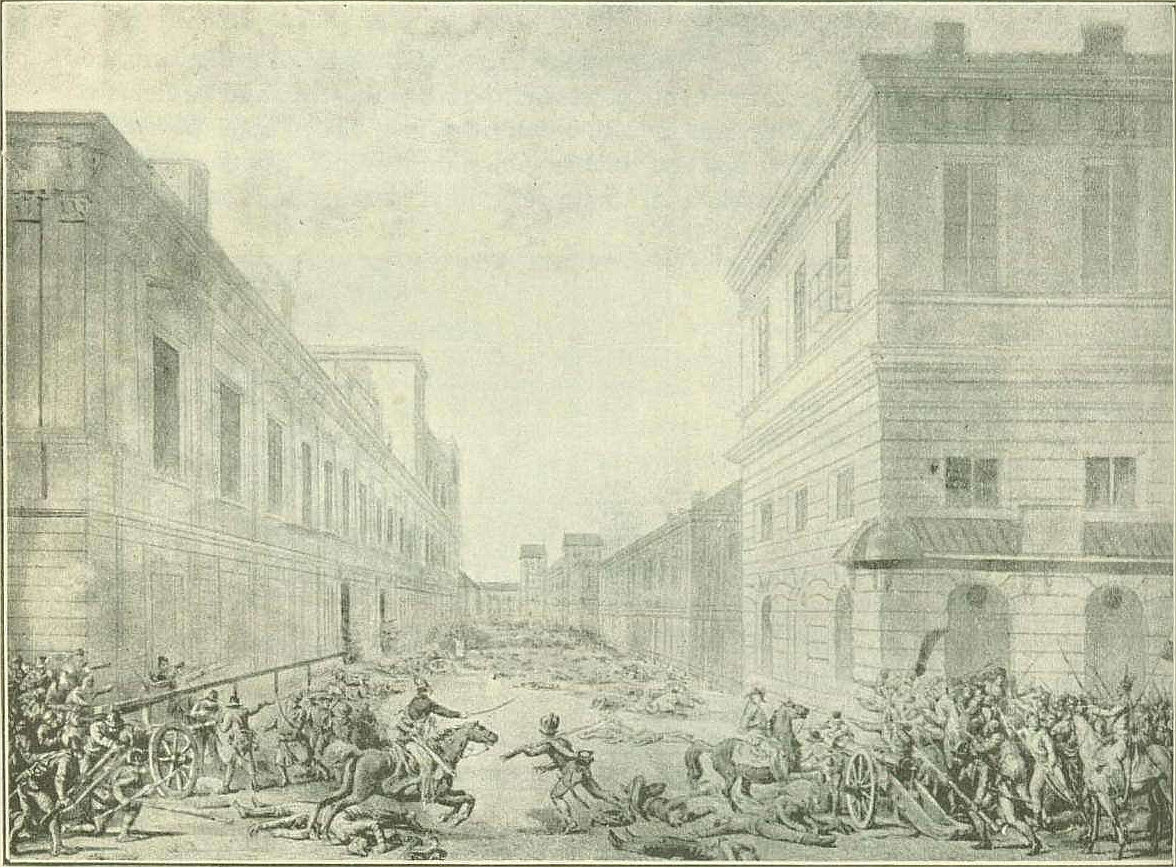
“克拉科夫城郊区”米奥多瓦街上的战斗，由扬·彼得·诺布林素描。

### 市中心
第十团的胜利是起义的转折点，因为它挫掉了俄军的士气。中午，在伊格尔斯特伦的指挥部前爆发战斗后，从城镇四面八方到来的援军源源不断地进入苗多瓦街。那里的俄军建立起最强大的防御力量。虽然他们被迫撤退到弗兰齐斯灿教堂，但他们依然击退了波军最初的几次进攻，并占领了波军试图让俄军陷入枪林弹雨中的克拉辛斯基宫。同时，宫殿的花园仍受波兰军队控制，战事也蔓延到了这个地方。在城市的其他地方，少量的俄军在孤立的占领区中设防，其中包括在波维希莱区维斯瓦河沿岸的沙诺夫斯基宅邸，在那里一小支俄军直到傍晚依然在顽强地抵抗第十步兵团。在不远处，一支由马厄埃尔少校领导，大约由两队兵马和两门加农炮构成的一支俄军在克维钦斯基的浴室中加强防卫，在那里他们坚守了几小时。遭到了第十团的再次进攻后，俄军指挥官带着不多于80个人的部队离开，撤到河的另一边。
与此同时，国王与塔戈维查联盟的一些成员在华沙城堡避难（其中包括彼得·奥扎罗夫斯基、约瑟夫·安克维奇、大王冠领地将军弗里德里克·约瑟夫·莫申斯基和国王的兄弟卡齐米日·波尼亚托夫斯基）。在那里，他们尝试恢复和平局面，但是没有成功过。波尼亚托夫斯基任命两个可信的人领导部队指挥部：伊格纳奇·维索戈塔·扎克热夫斯基任命为华沙市长、斯坦尼斯瓦夫·莫克罗诺夫斯基将军任命为华沙部队总司令，但很快，两者都支持了起义。

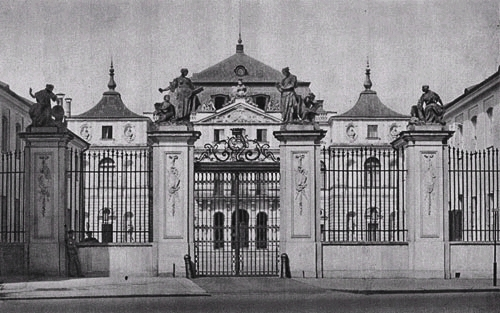
华沙布吕赫尔宫

与此同时，一半多的俄军被伊万·诺维茨基（Иван Новицкий）集结在耶路撒冷大街最西端。大约4000名士兵在没有与波兰发生冲突的情况下撤到这里。聚集到这里的军队在整个华沙南部地区都未受攻击，其中包括由陆军少尉、少校卡什托林斯基（Kasztoliński）和冯·克鲁根（von Klugen）领导的军队、伊格尔斯特伦的私人卫兵，与由巴戈（Bago）少校领导的，在与第十步兵团交战时剩余的军队。诺维茨基在犹豫了几小时后，最终组织由大约3000名士兵和10门加农炮构成的预备军，开始向市中心进发。他们在未遇敌的情况下穿越马尔沙乌科夫斯卡街，抵达萨克森广场。在那里俄军遇到了由炮兵上尉亚采克·德罗兹多夫斯基（Jacek Drozdowski）领导的，由不多于100名百姓和1门承装6磅重炮弹的加农炮构成的，无足轻重的部队。波军用他们的加农炮向俄军开火，并逐渐从广场撤至布吕赫尔宫的北边，途中他们一路开火。与此同时，俄军指挥官没有发出任何命令，他的军队在战斗中也仅仅是停止行动而已。但因双方有很多未受训练、装备低劣的士兵，德罗兹多夫斯基的部队未遭俄军攻击，诺维茨基完全丧失对他的军队的控制力。俄军军官殴打他们的普通士兵，迫使他们占领毫无防备的萨克森宫，在那里他们获得了布满地下室的酒。波兰人继续在未受攻击的情况下炮轰俄军几乎3个小时。最终当第十步兵团的一路人马从波维希莱街回到克卢莱夫斯卡街的时候，俄军开始无组织地撤向耶路撒冷大街，丢下了伊格尔斯特伦。

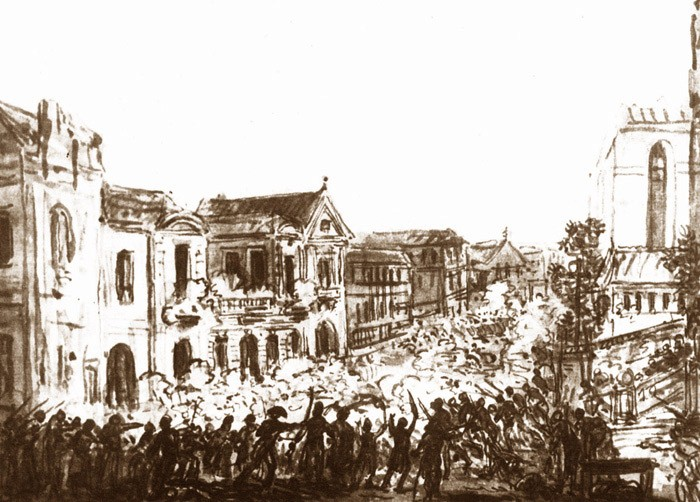
俄罗斯大使馆的战斗，由扬·皮奥特尔·诺布林素描。

俄军的撤退也给了波军机会，让他们可以击退包括来自华沙新城，向旧城城门发动进攻的大约一千兵马之类的其他俄军。虽然俄军最终用尽浑身解数，突出重围到达旧城，但他们也丢掉了所有的枪支和半数以上的兵马。同时，在米奥多瓦街的兵工厂上，由季谢夫（Tishchev）将军领导的反击者再次遭到攻击。分成三个纵队的俄军没有调整他们的计划，令波兰人可以分别与他们交战。由季谢夫领导的第一纵队在三点从米奥多瓦街来到兵工厂。虽然一幢楼上的角楼被轰倒了，波兰人依然设法在俄罗斯增派援兵之前的半个小时内解决战斗。第二俄军纵队穿越克拉辛斯基花园，进军兵工厂，但被藏在灌木丛中的几门加农炮射出的炮弹阻拦。由季谢夫亲自领导的第三俄军纵队从西路穿越莱什诺街，进军兵工厂，但被皇家卫兵阻拦。在激烈的战斗后，季谢夫受重伤（一枚炮弹把他的腿炸坏了），不久就死了，他的剩余部队向波军投降。因词，波兰人发动了夺取伊格尔斯特伦宅邸、消灭伊格尔斯特伦设法集结于此的军队的反击战。波军计划消灭的军队包括约翰·雅各布·皮斯托领导的一个营、从马雷维尔得到的一个营（由帕尔菲涅夫（Парфенев）领导）、来自著名的西伯利亚团的一个营，和保尔（Baur）准将手下的一些骑兵。帕尔菲涅夫麾下的极大多数士兵在都要对在此之前在兵工厂和皇家城堡前的失败负责，并都因战斗变得冷酷无情。但当波兰人试图占领位于塞纳托尔斯卡街（宫殿对面）的几幢建筑，透过窗户向俄军开火时，俄军的混乱状况没有任何改善，他们就藏在宫殿和嘉布遣会教堂附近。在四点前，齐亚维尼斯基的军团到达塞纳托尔斯卡街，在宫殿前交战，但却被俄卫兵血腥地击退了。但来自附近房屋的窗户，和屋顶的枪口向俄军源源不断地射击，来阻止俄军展开反击，让双方处在僵持之中。伊格尔斯特伦被抛弃了，他没有多大的选择余地。但是他依然等着外面的援军，可是外面依然没派来援军。黄昏过后季托夫手下的一小队士兵脱离了他原来的指挥官，来到伊格尔斯特伦那里，但是他的军队不足以打破僵持状态。不能攻入宫殿，波兰军队就在嘉布遣会教堂和修道院前与俄军交战。俄军撤到院子里，在那里战斗波及到整个修道院。波军试图包围院子，并在那里放一门加农炮，让他们能够猛攻修道院，但是激烈的白刃战持续到黄昏后，给双方带来重大损失。在接下来的夜晚，一些俄罗斯小兵失去了凝聚力，要私自撤退。那时很多士兵忙于掠夺宝物，在起义中克拉辛斯基宫里的很多著名建筑就因此蒙受巨大损失。这就是起义的第一天。

### 第二天

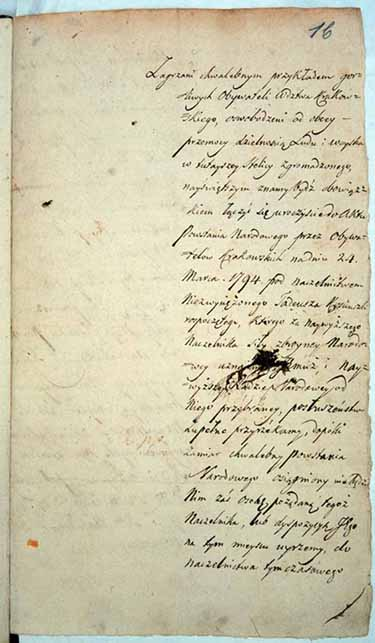
在柯斯丘什科起义中成为华沙市民的证明，在4月19日签署

在夜里，城市各个角落的战斗仍在继续。孤立的俄军在城市各个角落的房屋内保护自己。在4月18日的凌晨，莫克罗诺夫斯基决定集中兵力向城市中剩余的，主要的俄军要塞——米奥多瓦街的大使馆发起进攻。不少市民志愿者加入的波军在一座建筑院子再次开战。虽然俄军血腥地击退了波兰军队，但是他们照样遭受了重大损失，特别是，他们遭到驻扎另一条街上的建筑里的波军的持续不断的射击。俄军试图守住苗多瓦街或徳武加街的一小片区域，和克拉辛斯基广场与宫殿。因为伊格尔斯特伦相信在他的宅邸增设再大的防御也是徒劳，他只带了一支由大约400人构成的军队离开宅邸，撤到克拉辛斯基宫。他计划了一次突袭行动，以从市中心突围出去，但是周围的所有街道都布满了波军，和他们的加农炮。
自起义爆发，就不能控制其大多数部队的伊格尔斯特伦请求投降。在准许停战后，他撤到位到位于华沙附近的波瓦斯基的普鲁士营地，他们从那里再撤到扎克罗奇姆。试图与伊格尔斯特伦撤退的部队的确切人数无人所知，每个文献中的人数都不同，但大多数的文献中的人数是在300至400人之间，他们另外配备了8门加农炮。在发现伊格尔斯特伦是在撤军，而非真心实意地投降后，波兰军队就重新对俄军展开进攻。保卫大使馆、为伊格尔斯特伦的撤退作掩护的参战部队最后弹药告罄，他们的占领区在下午5点被由卡利诺夫斯基（Kalinowski）领导的第十步兵团，和前来支援的，基灵斯基的民兵占领。波兰军队在地下室释放了由俄军关押的政治犯，并得到了大使馆大多数秘密文件，其中写有自1763年以来俄军在波兰的所有秘密行动。在大使馆的最后一战中被俘的，最著名的俘虏是帕尔菲涅夫上校。他们拿到的文件里，写有领取俄罗斯贿赂的各类波兰官员的列表；他们中的很多人在后来被处决。波兰的胜利标志着起义的结束，最后俄军残余部队要不然是在确定撤退路线，要不然就是在撤退。在那一天剩余的一小部分俄罗斯抵抗者不是被枪决，就是主动投降了。

### 后续
几个因素让俄罗斯失败并折兵损将。伊格尔斯特伦缩编了军队，将一些卫兵送往柯斯丘什科的主力部队那里，来做交易，且无力向他的剩余兵力发送命令，这让军队内部非常容易冲突，导致他们最后被波兰军队制服。另外，从起义的袭击事件开始，波兰军队就得到了平民的支持，这让俄方感到吃惊，且因平民占领城市的兵工厂，俄罗斯士兵发现自己处在枪林弹雨中。

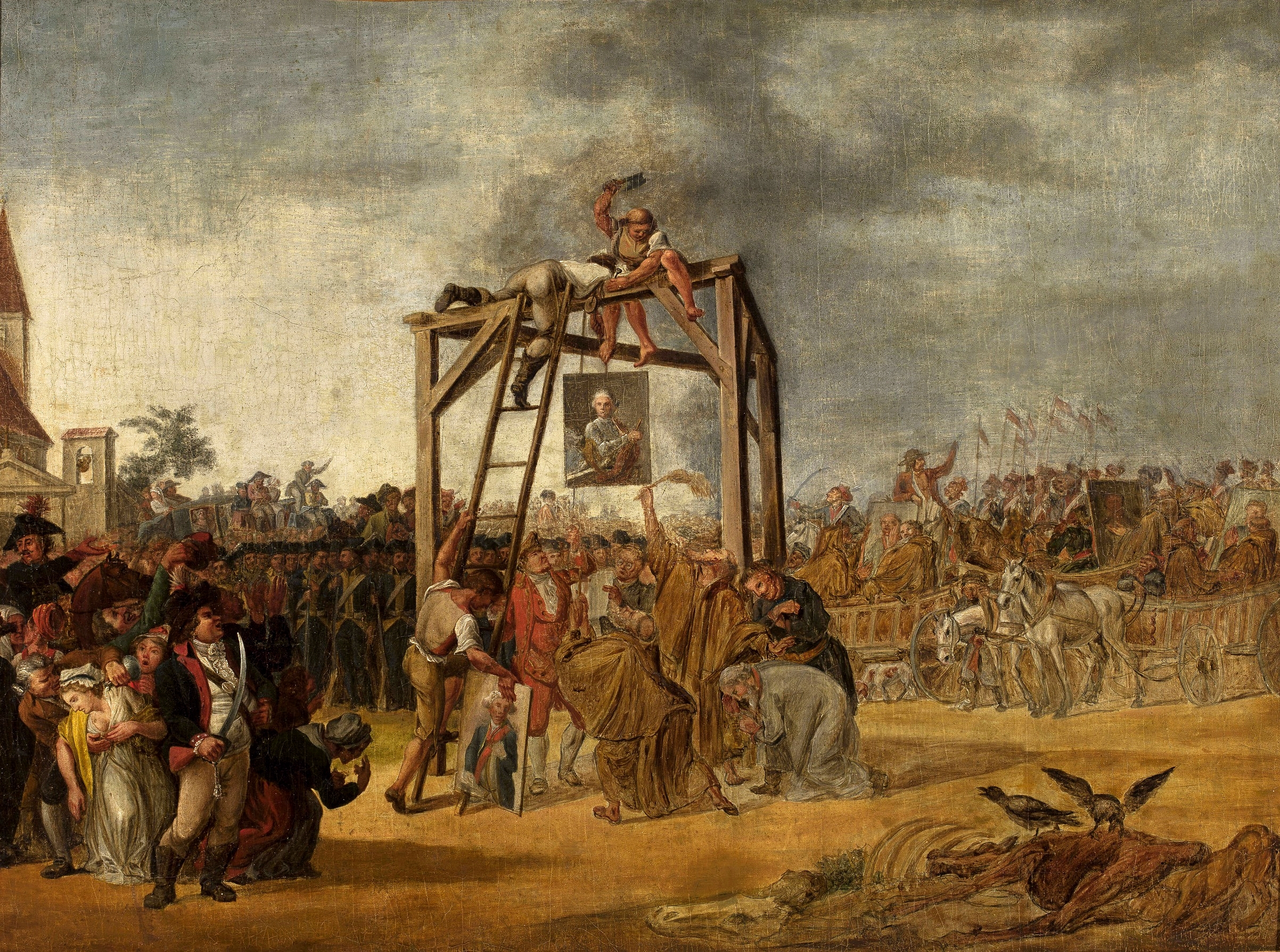
在华沙旧城市场上绞死卖国贼，由扬·彼得·诺布林在同时代绘制的作品。塔戈维查联盟的支持者要为第二次瓜分波兰负责，成为了人民公敌。如果他们没被抓获，他们的肖像就会代替他们受刑。

华沙起义是柯斯丘什科人生中的重大胜利，这证明俄军并非战无不胜。华沙起义胜利的消息在全波兰传播开来。莫克罗诺夫斯基成为了华沙军事指挥官，伊格纳奇·维索戈塔·扎克热夫斯基成为了华沙市长。莫克罗诺夫斯基将军再次乞求国王和他的堂兄支持起义。但是国王依然不支持起义，城市由扎克热夫斯基、莫克罗诺夫斯基、约瑟夫·维比茨基和基灵斯基组成的临时委员会（波蘭語：Rada Zastępcza Tymczasowa）统治。在5月27日委员会被解散，并将其权力移交给柯斯丘什科的国家最高委员会（波蘭語：Rada Najwyższa Narodowa）。5月9日，四位塔戈维查联盟的主要支持者，包括约瑟夫·安克维奇、约瑟夫·科萨科夫斯基、指挥官彼得·奥扎罗夫斯基和指挥官约瑟夫·扎别沃被革命法庭处以死刑，并吊在华沙示众。在几周后的6月28日，一群愤怒的暴徒袭击监狱，绞死其他的塔戈维查支持者，包括主教伊格纳奇·雅各布·马萨尔斯基、亲王安托尼·斯坦尼斯瓦夫·切特韦尔滕斯基-希维亚托佩乌克、卡罗尔·博斯卡姆普-拉索波尔斯基和其他人。华沙国家民兵的兵力增至至少20000人（配备武器），并在波兰军队与俄罗斯交战时，占了波兰军队的很大一部分。
这次起义在俄罗斯也被人们公开评论。由于这次失败，伊格尔斯特伦在耻辱中被召回，虽然他在后来的战斗中挽回了因华沙起义造成的损失。在19世纪里，1794年的起义在俄罗斯帝国的史书中留下了黑暗的一笔，此次战斗被描述为华沙暴民对毫无武装的俄罗斯士兵的“大屠杀”。俄罗斯历史学家普拉东·茹科维奇将这件事与众多恐怖事件联系在一起，违背事实地将此事形容为毫无武装的俄军在东正教堂领受圣餐时遭到杀戮，但是事实是，在那时华沙根本没有东正教堂，他对基灵斯基民兵评价过高，也没有其他文献能够证实俄罗斯卫兵毫无武装。这场战役的失败有时被看作是导致普拉加大屠杀的原因之一，在这场俄军重夺城市的战役中，俄罗斯军队杀害了10,000至20,000名华沙平民。

## 进阶阅读
- （波兰語） Wacław Tokarz. . Lwów: Ossolineum. 1934年: 288. 第二版印于1950年
- （波兰語） Andrzej Zahorski. . Warsaw. 1985年.
- （波兰語） various authors; Andrzej Ajnenkiel et al. Tadeusz Rawski, Janusz Wojtasik , 编. . Warsaw: Ergos, Wojskowy Instytut Historyczny. 1994年: 451+. ISBN 83-86268-11-5.